# Elżbieta Przybył-Sadowska
Elżbieta Przybył-Sadowska – religioznawca, doktor habilitowany nauk humanistycznych, nauczyciel akademicki Uniwersytetu Jagiellońskiego w Krakowie, specjalistka w zakresie historii kościołów chrześcijańskich, w tym zwłaszcza kościołów orientalnych i prawosławia.

## Życiorys
W 1998 roku na podstawie napisanej pod kierunkiem Jana Drabiny rozprawy pt. Nastroje eschatologiczne na Rusi i w Państwie Moskiewskim do połowy XVII w. i ich wpływ na naukę pierwszego pokolenia staroobrzędowców otrzymała w Instytucie Religioznawstwa Uniwersytetu Jagiellońskiego stopień naukowy doktora nauk humanistycznych w dyscyplinie religioznawstwo w specjalności religioznawstwo. W 2016 roku w Wydziale Filozoficznym Uniwersytetu Jagiellońskiego na podstawie dorobku naukowego oraz rozprawy pt. Triuno. Instytucje we wspólnocie Lasek 1911–1961 uzyskała stopień doktora habilitowanego nauk humanistycznych w dyscyplinie religioznawstwo. Została adiunktem w Instytucie Religioznawstwa UJ. W 2019 roku została profesorem UJ.
Prowadzi badania nad chrześcijaństwem różnych tradycji – m.in. Kościołów prawosławnych oraz polskiego katolicyzmu. Od 2022 nadzoruje grant badawczy NPRH związany z  z historią Towarzystwa Opieki nad Ociemniałymi w Laskach „Środowisko Lasek (1911–1989) we wspomnieniach i dokumentach osobistych”.
W latach 2020–2024 była dyrektorką Instytutu Religioznawstwa Uniwersytetu Jagiellońskiego. Dziekan Wydziału Filozoficznego Uniwersytetu Jagiellońskiego w kadencji 2024–2028.

## Wybrane publikacje
- Rosja. Przestrzeń, czas i znaki (wspólnie z Jakubem Sadowskim(inne języki) i Dorotą Urbanek), Kraków 2016
- Triuno. Instytucje we wspólnocie Lasek 1911–1961, Kraków 2015.
- Chodzić po wodzie. Z Anną Świderkówną rozmawia Elżbieta Przybył, Kraków 2003, 2006.
- W cieniu Antychrysta. Idee staroobrzędowców w XVII w., Kraków 1999.
- Prawosławie, Kraków 2000, 2006.
- Wyznania wiary. Kościoły orientalne i prawosławne, Kraków 2006.[5]